# Polska w okresie rozbicia dzielnicowego
     w 700 r.
     do ok. 1100 r.
     do ok. 1200 r.
     do ok. 1250 r.
     do ok. 1300 r.
     do ok. 1400 r.
     Państwo wschodniofrankijskie w 843 r.
     Polska w 1005 r.
     Polska w 1138 r.
     I Rzesza w 1378 r.
     Państwo krzyżackie w 1400 r.

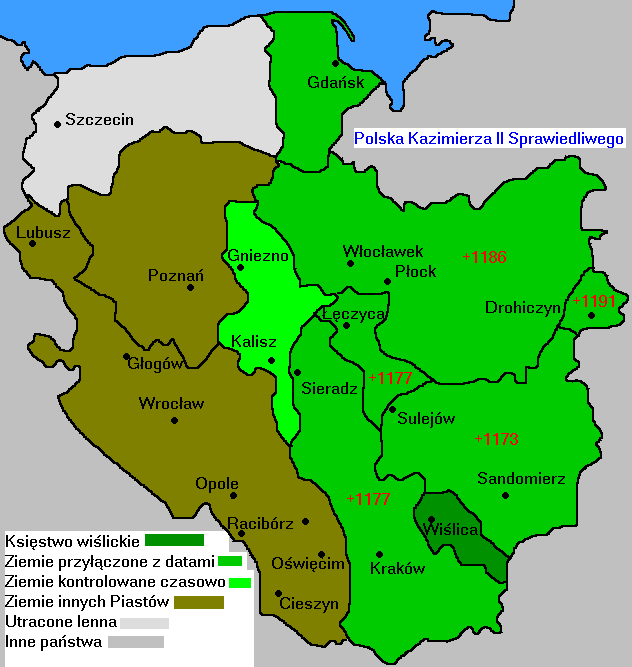
Polska za czasów Kazimierza II Sprawiedliwego

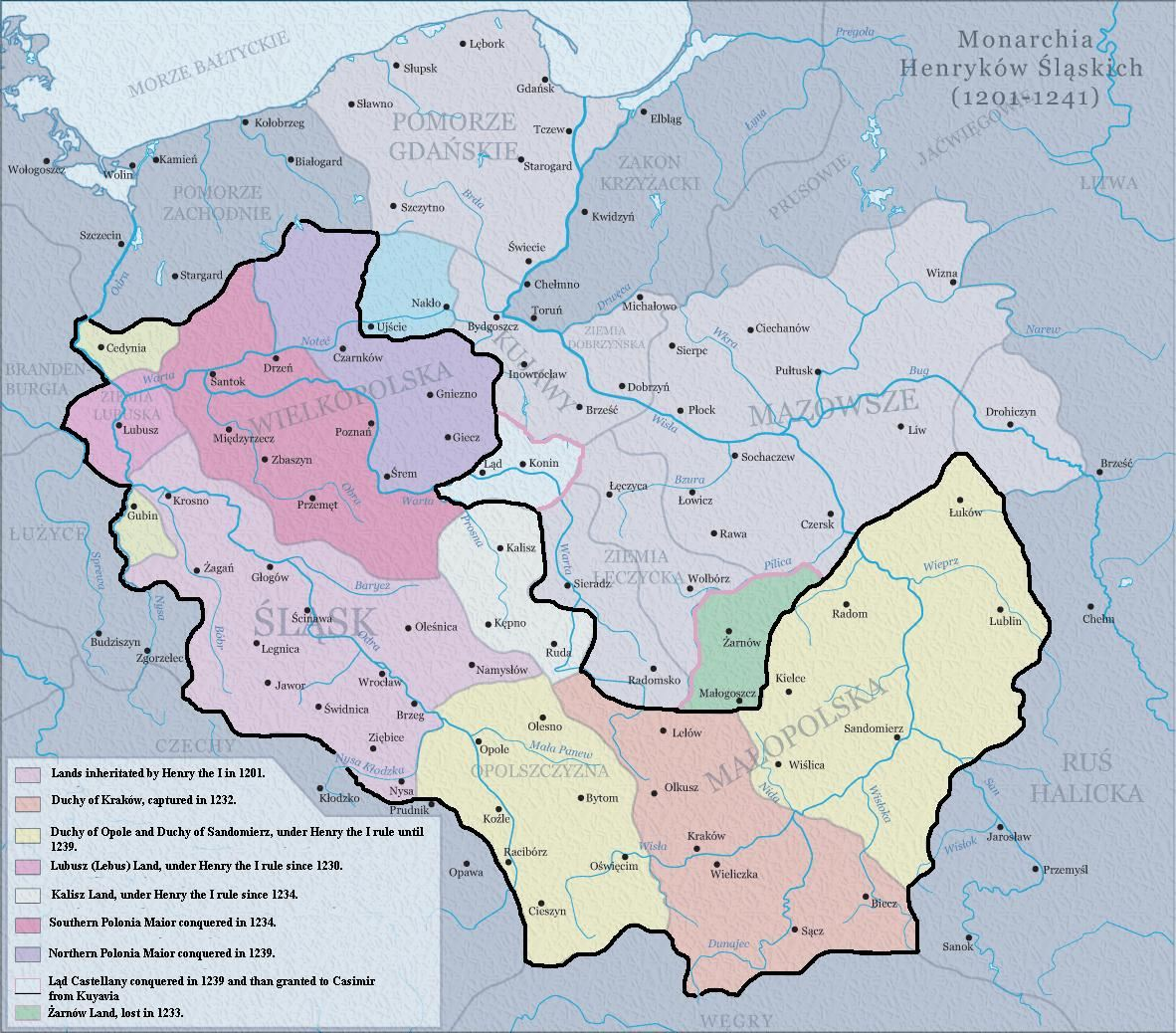
Monarchia Henryków Śląskich 1201–1241

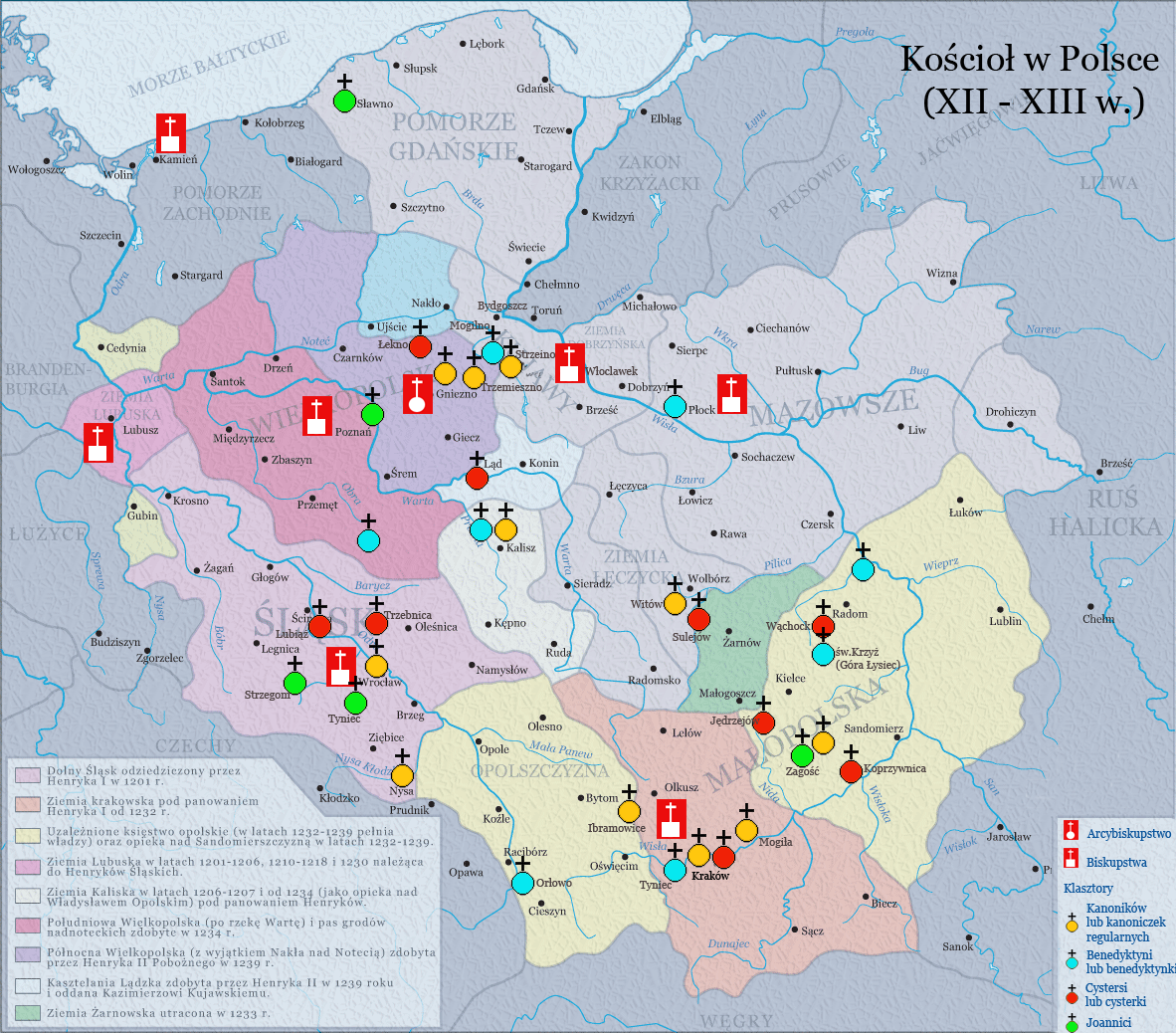
Kościół w Polsce w XII–XIII wieku

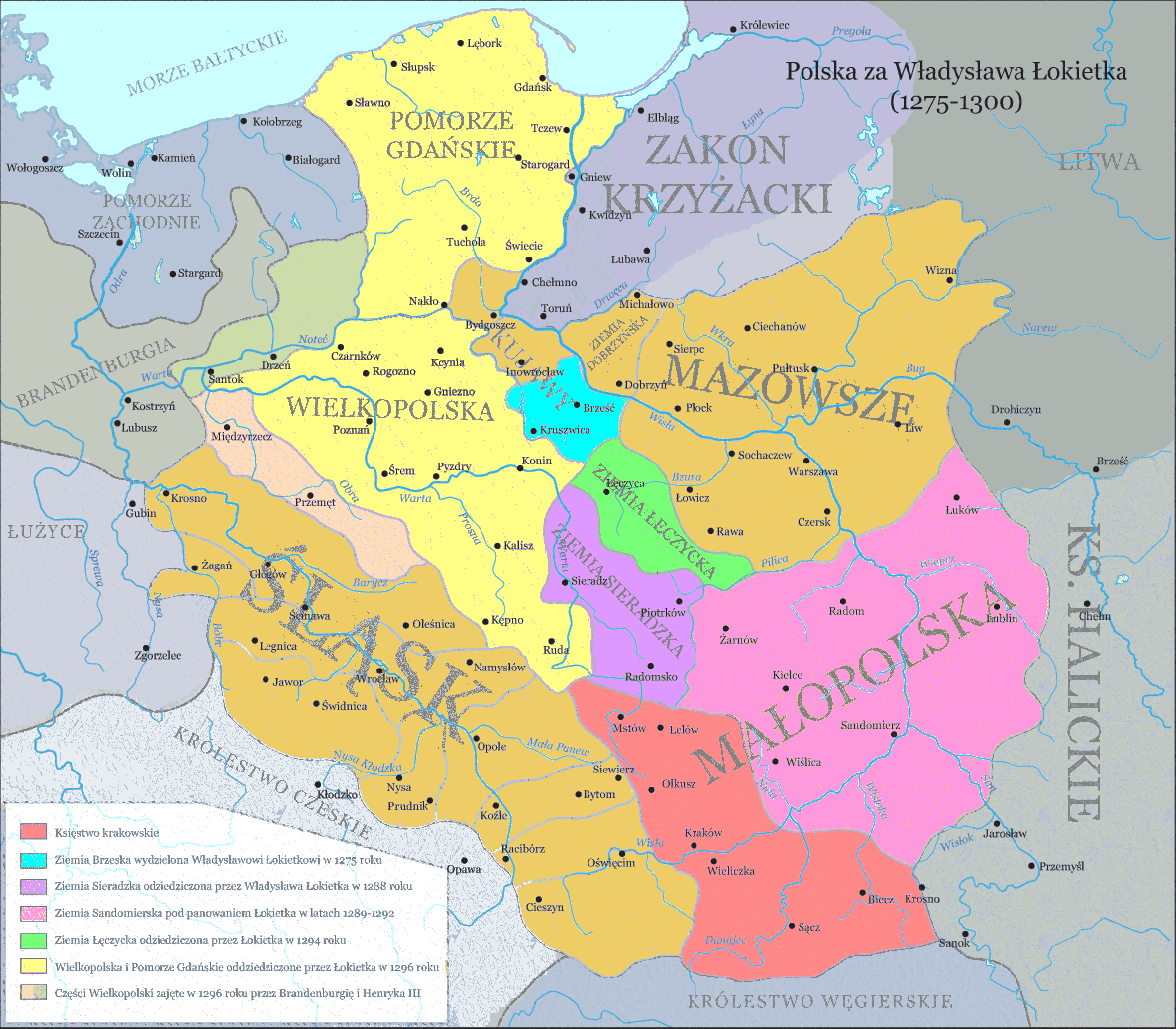
Polska w okresie 1275–1300

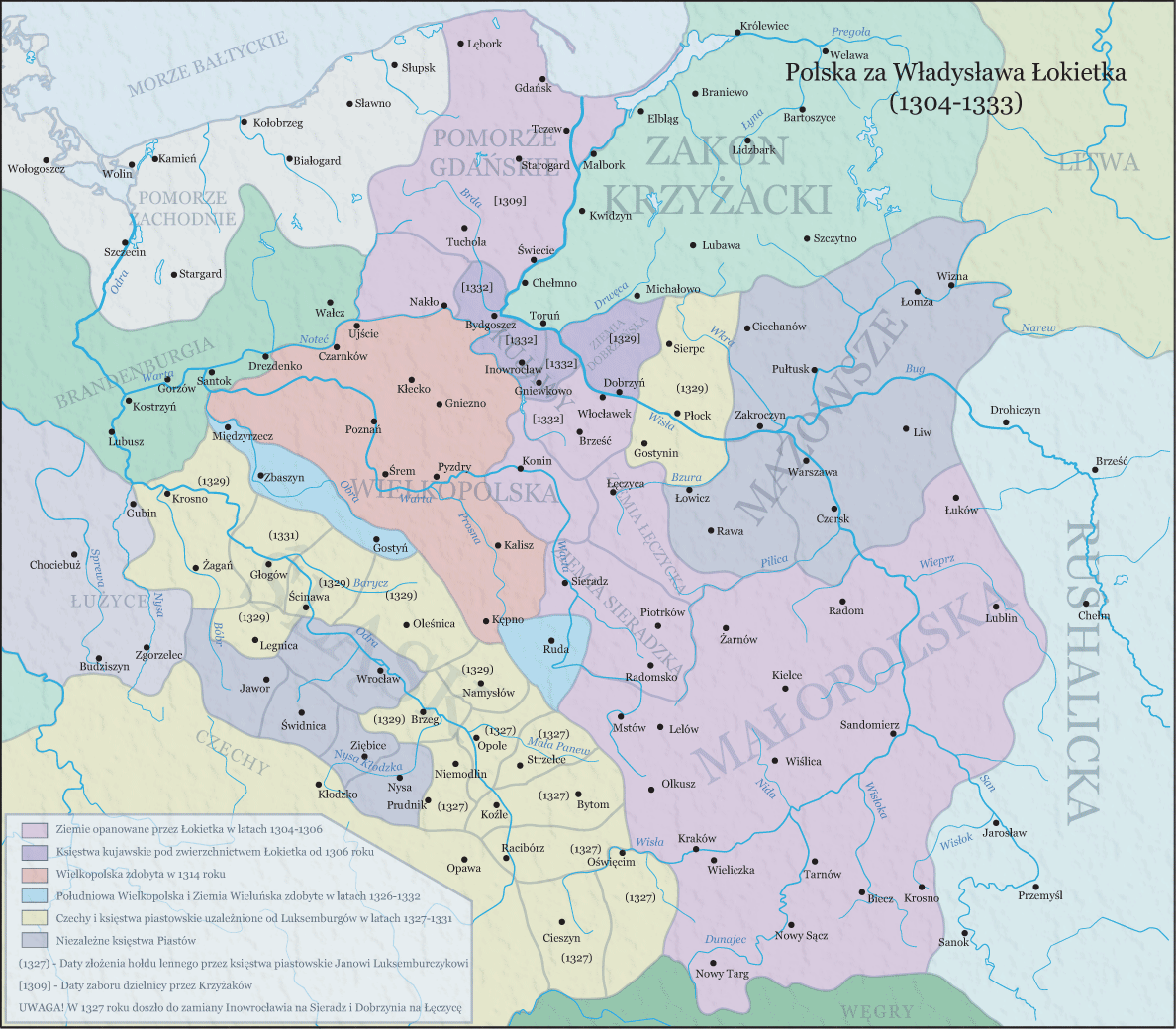
Polska w latach 1304–1333

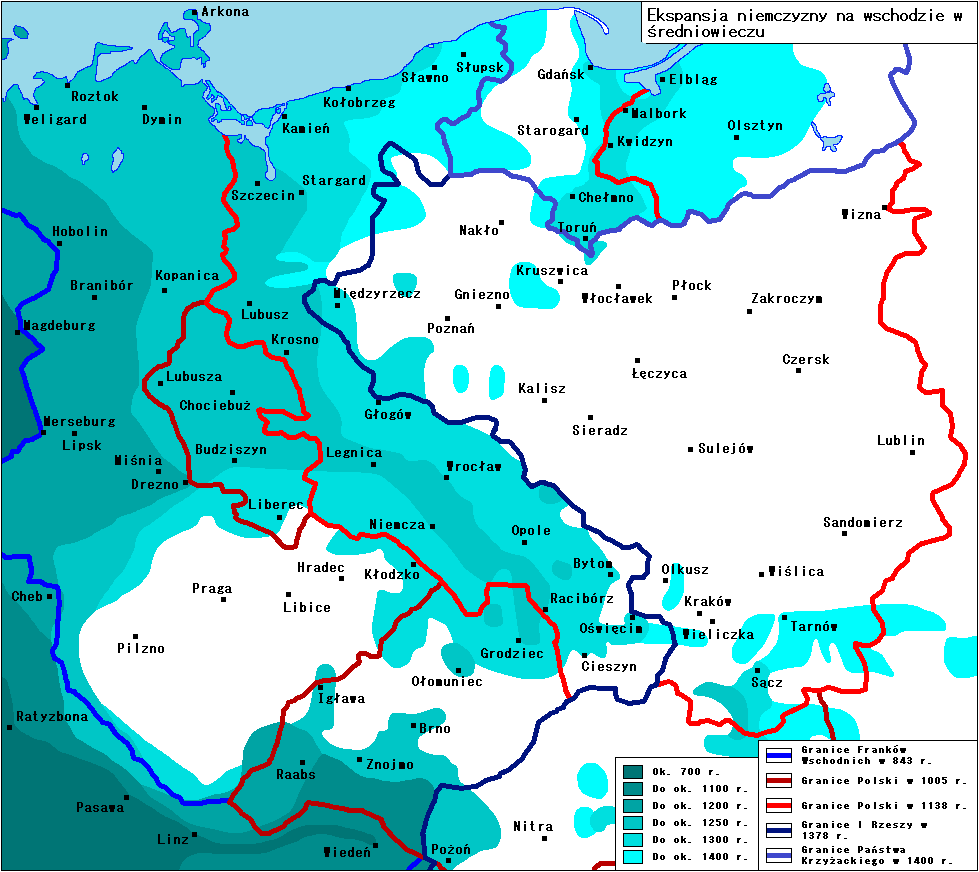
Ekspansja niemczyzny w średniowieczu z powodu tzw. Ostsiedlung na ziemiach wschodnich (np. Austria, Połabie, Sudety i Prusy), w tym polskich (np. Śląsk, Ziemia lubuska, Pomorze, Małopolska i Wielkopolska) w latach:
w 700 r.
do ok. 1100 r.
do ok. 1200 r.
do ok. 1250 r.
do ok. 1300 r.
do ok. 1400 r.
----
Oraz granice państw:
Państwo wschodniofrankijskie w 843 r.
Polska w 1005 r.
Polska w 1138 r.
I Rzesza w 1378 r.
Państwo krzyżackie w 1400 r.

Polska w okresie rozbicia dzielnicowego (inaczej Polska w okresie rozdrobnienia feudalnego, łac. Polonia, Regnum Poloniae) – okres w historii Polski trwający po śmierci Bolesława Krzywoustego w 1138 roku do koronacji Władysława Łokietka w 1320 roku.
Cechą charakterystyczną tego okresu jest postępujące rozdrobnienie państwa polskiego na coraz mniejsze w znacznej mierze niezależne władztwa terytorialne. Proces ten był związany z rozrastaniem się dynastii Piastów, której każdy członek, zgodnie z polskim prawem zwyczajowym, miał prawo do posiadania części ojcowizny. Podobne procesy zachodziły w dziejach państwa piastowskiego już wcześniej, jednak zwykle udawało się je w miarę szybko zahamować.

## Historia

### Początek rozbicia
Na mocy ustawy sukcesyjnej Bolesława Krzywoustego Księstwo Polskie zostało podzielone na dzielnice. Seniorem sprawującym władzę zwierzchnią został najstarszy syn Władysław II Wygnaniec, który otrzymał Śląsk i Ziemię lubuską. Mazowsze przypadło Bolesławowi IV Kędzierzawemu, a zachodnia Wielkopolska Mieszkowi III Staremu. Po śmierci Krzywoustego ziemię sandomierską wydzielono Henrykowi Sandomierskiemu, a wdowie Salomei jako oprawę wdowią ziemię łęczycko-sieradzką.
Książę senior miał sprawować władzę w dzielnicy senioralnej, w skład której wchodziła ziemia krakowska, ziemia sandomierska, ziemia kaliska, ziemia łęczycko-sieradzka i Pomorze Gdańskie (ciągnący się południkowo na osi Kraków–Kalisz–Gniezno–Gdańsk pas ziem, który łączył pozostałe dzielnice).

### Pierwsze walki o tron
Po śmierci Salomei Władysław II zwany Wygnańcem zajął jej dzielnicę wbrew woli braci. W wyniku wojny między nim i jego braćmi, Władysław II uciekł z kraju w 1146 roku i udał się do Niemiec prosić o pomoc cesarza. Dzielnicę senioralną objął Bolesław Kędzierzawy – w ten sposób to on stał się seniorem. Bolesław nie potrafił utrzymać suwerenności państwa i w wyniku wyprawy cesarskiej w 1157 roku musiał w Krzyszkowie złożyć hołd lenny cesarzowi Fryderykowi Barbarossie. Oddał państwo w lenno oraz zgodził się, aby po śmierci Władysława II Wygnańca jego synowie (Bolesław Wysoki, Mieszko Plątonogi) mogli powrócić do jego dzielnicy dziedzicznej – Śląska.
W roku 1173, po śmierci Bolesława Kędzierzawego, jego rolę jako seniora, księcia oraz pana Krakowa przejął trzeci syn Bolesława Krzywoustego – Mieszko Stary. Po czterech latach ponownie doszło do walki o tron. Mieszko został wygnany, a Kraków opanowany przez najmłodszego z braci, pogrobowca Bolesława III Krzywoustego: Kazimierza II Sprawiedliwego, co oznaczało złamanie zasady senioratu (władza zwierzchnia dla najstarszego z rodu). Kazimierz, w przeciwieństwie do Mieszka, nie próbował przeciwstawiać się możnowładztwu i Kościołowi.

### Koniec pryncypatu
Po śmierci Kazimierza w Krakowie rządził jego syn Leszek Biały. Wraz z jego śmiercią w Gąsawie w 1227 roku ostatecznie zanikła władza centralna (pryncypat). Stopniowo postępowało rozdrobnienie ziem Polski, powiązane z umacnianiem się separatyzmu księstw dzielnicowych. Nie istniały żadne ponad dzielnicowe urzędy ani prawa. 
Około połowy XIII wieku Polska składała się z kilkunastu księstw, bez żadnej władzy centralnej. Okres dzielnicowy był okresem walk wewnętrznych pomiędzy rywalizującymi książętami – o władzę i o terytorium.

## Krótka charakterystyka okresu
W tym okresie kraj znalazł się w obliczu silnych zagrożeń zewnętrznych, rozbicie oznaczało osłabienie militarne. Wzmógł się napór książąt i margrabiów niemieckich na ziemie zachodnie oraz czeskich na Śląsk. Pomorze Zachodnie i Wielkopolska znalazły się w strefie ekspansji Marchii Brandenburskiej.
Okres dzielnicowy był czasem intensywnego rozwoju gospodarczego i istotnych przemian społecznych. W rolnictwie upowszechnił się system trójpolówki, używanie ugoru jako pastwiska. Zaczęto używać nowocześniejszych narzędzi rolniczych. Stworzono immunitety – zwolnienia dóbr od danin i posług, co zmieniało sytuację wolnych chłopów. Lokowano miasta na prawie niemieckim, skodyfikowano także inne normy osadnicze (prawo polskie, średzkie). Wykształciły się nowe lokalne władze wiejskie oraz reguły feudalnych.
Rozbicie dzielnicowe było charakterystyczne dla przemian ustroju feudalnego. Dochodziło do niego w poszczególnych krajach w różnych okresach ze względu na zróżnicowanie w przebiegu procesów zmian społeczno-gospodarczych.
W czasie rozbicia mimo podziału władzy istniał motyw grupujący wobec ziem dawnej domeny królewskiej, podobny w pewnym aspekcie do współczesnych idei „narodowości” (w późniejszych czasach identyfikowany jako „świadomość” narodowa) – określenie gens polonica – pojawia się u autorów miejscowych i obcych. Motyw odrębnego i jednolitego bytu poza np. pokrewieństwem językowym podtrzywała min. jedność organizacji kościelnej na ziemiach królestwa. Funkcjonowało również w czasie rozbicia określenie Regnum Poloniae.

## Skutki rozbicia dzielnicowego

### Decentralizacja władzy
Rozbicie dzielnicowe de facto poskutkowało przekształceniem Polski w luźną konfederację księstw, które łączyła jedynie wspólna głowa państwa oraz (w teorii) polityka zagraniczna. Po wygaśnięciu zasady pryncypatu „konfederacja” przekształciła się w kilkadziesiąt całkowicie niezależnych państewek.
Długi okres trwania rozbicia dzielnicowego przyczynił się do rozbudzenia partykularyzmów regionalnych, wzrostu znaczenia możnowładztwa oraz wyższego duchowieństwa. Brak silnego ośrodka decyzyjnego potrafiącego skupić w swych rękach siły całego królestwa, a także częsty brak współpracy między poszczególnymi książętami nie tylko zahamowania wszelkich ambicji ekspansjonistycznych, lecz także utraty, lub przejście pod zwierchność innych władców dużej części zachodnich terytoriów tytularnych dawnego królestwa (zob. Kresy Zachodnie).

### Utrata ziem zachodnich
W okresie rozbicia dzielnicowego usamodzielniły się księstwa pomorskie, zachodnie w XIV wieku uległo wpływom władców brandenburskich i cesarskich, a gdańskie w 1308 roku zostało wchłonięte przez państwo krzyżackie. Wcześniej Krzyżacy dzięki bulli papieskiej Grzegorza IX uzyskali w 1234 roku ziemie chełmińską. W 1250 roku Brandenburgia zajęła ziemię lubuską, a w późniejszych latach opanowała ziemie wzdłuż dolnej Warty, Noteci, Drawy i Gwdy; oddzielając Pomorze Zachodnie od Wielkopolski i organizując na tych terenach na przełomie XIV i XV wieku Nową Marchię. W latach 1327–1331 większość władców księstw śląskich złożyła hołd lenny czeskiemu królowi  Janowi Luksemburskiemu. Ostatecznie cały obszar pierwotnego piastowskiego śląska znalazł się dużej mierze w krąg zależności od Królestwa Czeskiego (później od Korony Czeskiej) na mocy Układu w Trenczynie w 1335 roku.
Zarówno Brandenburgia, Czechy jak i Państwo Krzyżackie wchodziły w skład I Rzeszy, więc terytoria zajmowane przez te państwa stawały się także częścią Rzeszy, na których z czasem zaczęła dominować ludność niemieckojęzyczna wskutek tzw. Ostsiedlung. Większość ziem zachodnich (np. Ziemia lubuska, Pomorze Zachodnie czy Dolny Śląsk), nie powróciły do Polski po zjednoczeniu monarchii piastowskiej w 1320 roku i pozostawały integralną częścią Rzeszy Niemieckiej aż do 1945 roku – kiedy to na Konferencji poczdamskiej, w ramach rekompensaty za utracone ziemie wschodnie na rzecz ZSRR, zostały przyznane Polsce (zob. Ziemie Odzyskane).

## Władcy Polski w okresie rozbicia dzielnicowego
Niżej wymienieni książęta sięgnęli po władzę w Krakowie. Od 1138 roku do 1227 tron w Krakowie był związany z władzą zwierzchnią w Polsce.
| Portret | Imię                      | Data panowania     | Urodzony  | Zmarł | Dynastia     | Informacje dodatkowe                                    |
| ------- | ------------------------- | ------------------ | --------- | ----- | ------------ | ------------------------------------------------------- |
|         | Władysław II Wygnaniec    | 1138–1146          | 1105      | 1159  | Piastowie    | Książę senior Polski (książę krakowski)                 |
|         | Bolesław IV Kędzierzawy   | 1146–1173          | 1122      | 1173  | Piastowie    | Książę senior Polski (książę krakowski)                 |
|         | Mieszko III Stary         | 1173–1177          | 1122/1125 | 1202  | Piastowie    | Książę senior Polski (książę krakowski)                 |
|         | Kazimierz II Sprawiedliwy | 1177–1191          | 1138      | 1194  | Piastowie    | Książę senior Polski (książę krakowski)                 |
|         | Mieszko III Stary         | 1191               | 1122/1125 | 1202  | Piastowie    | Książę senior Polski (książę krakowski)                 |
|         | Kazimierz II Sprawiedliwy | 1191–1194          | 1138      | 1194  | Piastowie    | Książę senior Polski (książę krakowski)                 |
|         | Leszek Biały              | 1194–1195          | 1184/1185 | 1227  | Piastowie    | Książę senior Polski (książę krakowski)                 |
|         | Mieszko III Stary         | 1195               | 1122/1125 | 1202  | Piastowie    | Książę senior Polski (książę krakowski)                 |
|         | Leszek Biały              | 1195–1199          | 1184/1185 | 1227  | Piastowie    | Książę senior Polski (książę krakowski)                 |
|         | Mieszko III Stary         | 1199–1202          | 1122/1125 | 1202  | Piastowie    | Książę senior Polski (książę krakowski)                 |
|         | Władysław III Laskonogi   | 1202 lub 1202–1206 | 1161/1166 | 1231  | Piastowie    | Książę senior Polski (książę krakowski)                 |
|         | Leszek Biały              | 1202 (1206) –1210  | 1184/1185 | 1227  | Piastowie    | Książę senior Polski (książę krakowski)                 |
|         | Mieszko IV Plątonogi      | 1210–1211          | 1131/1146 | 1211  | Piastowie    | Książę senior Polski (książę krakowski)                 |
|         | Leszek Biały              | 1211–1227          | 1184/1185 | 1227  | Piastowie    | Książę senior Polski (książę krakowski)                 |
|         | Władysław III Laskonogi   | 1227–1228          | 1161/1166 | 1231  | Piastowie    | Książę krakowski                                        |
|         | Henryk I Brodaty          | 1228–1229          | 1165/1170 | 1238  | Piastowie    | Książę krakowski                                        |
|         | Konrad I Mazowiecki       | 1229–1230          | 1187/1188 | 1247  | Piastowie    | Książę krakowski                                        |
|         | Władysław III Laskonogi   | 1230               | 1161/1166 | 1231  | Piastowie    | Książę krakowski                                        |
|         | Konrad I Mazowiecki       | 1230–1232          | 1187/1188 | 1247  | Piastowie    | Książę krakowski                                        |
|         | Henryk I Brodaty          | 1232–1238          | 1165/1170 | 1238  | Piastowie    | Książę krakowski                                        |
|         | Henryk II Pobożny         | 1238–1241          | 1196/1207 | 1241  | Piastowie    | Książę krakowski                                        |
|         | Bolesław II Rogatka       | 1241               | 1220/1225 | 1278  | Piastowie    | Książę krakowski                                        |
|         | Konrad I Mazowiecki       | 1241–1243          | 1187/1188 | 1247  | Piastowie    | Książę krakowski                                        |
|         | Bolesław V Wstydliwy      | 1243–1279          | 1226      | 1279  | Piastowie    | Książę krakowski                                        |
|         | Leszek Czarny             | 1279–1288          | 1241      | 1288  | Piastowie    | Książę krakowski                                        |
|         | Henryk IV Prawy           | 1288–1290          | 1257/1258 | 1290  | Piastowie    | Książę krakowski                                        |
|         | Przemysł II               | 1290–1291          | 1257      | 1296  | Piastowie    | Książę krakowski                                        |
|         | Władysław I Łokietek      | 1291               | 1260/1261 | 1333  | Piastowie    | Książę krakowski                                        |
|         | Wacław II                 | 1291–1305          | 1271      | 1305  | Przemyślidzi | Książę krakowski 5. król Polski. Koronowany w 1300 roku |
|         | Przemysł II               | 1295–1296          | 1257      | 1296  | Piastowie    | 4. król Polski.                                         |
|         | Wacław III                | 1305–1306          | 1289      | 1306  | Przemyślidzi | Niekoronowany król Polski                               |
|         | Władysław I Łokietek      | 1306–1320          | 1260/1261 | 1333  | Piastowie    | Książę krakowski                                        |

### Listy książąt dzielnicowych na terenach polskich
- książęta krakowscy
- książęta sandomierscy
- książęta wielkopolscy
- książęta kujawscy
- książęta mazowieccy
- książęta łęczyccy i sieradzcy
- książęta śląscy
  - książęta wrocławscy
  - książęta legnicko-brzescy
  - książęta świdnicko-jaworscy
  - książęta ziębiccy
  - książęta głogowsko-żagańscy
  - książęta oleśniccy
  - książęta opolsko-raciborscy
  - książęta opolscy
  - książęta cieszyńscy
  - książęta oświęcimscy
  - książęta opawscy
- władcy ziemi lubuskiej
- władcy Pomorza Gdańskiego